# Río Napo
El río Napo es un largo río sudamericano que recorre buena parte de los territorios amazónicos de Ecuador y Perú, uno de los principales afluentes directos del río Amazonas en su curso alto. Tiene una longitud de 1130 km, de los que 667 km corresponden a territorio peruano.

## Geografía

### El Napo en Ecuador
Las fuentes del río Napo nacen al pie del volcán Cotopaxi, y de los páramos y estribaciones montañosas orientales del parque nacional Llanganates, la unión de los ríos Mulatos y el Verdeyacu que forman el Jatunyacu (Río grande) y este a su vez se une con el río Anzu que desciende de la cordillera del Abitahua confluyen y forman el gran río Napo en la provincia de Napo, y discurre en su curso alto entre los angostos valles de la cordillera Oriental, primero en dirección este y luego sur. Tras romper la cordillera montañosa de los Andes Ecuatorianos se adentra en la gran llanura amazónica, pasando algo al sur de la ciudad de Tena, capital de la provincia de Napo, ya a menos de 600 m s. n. m.

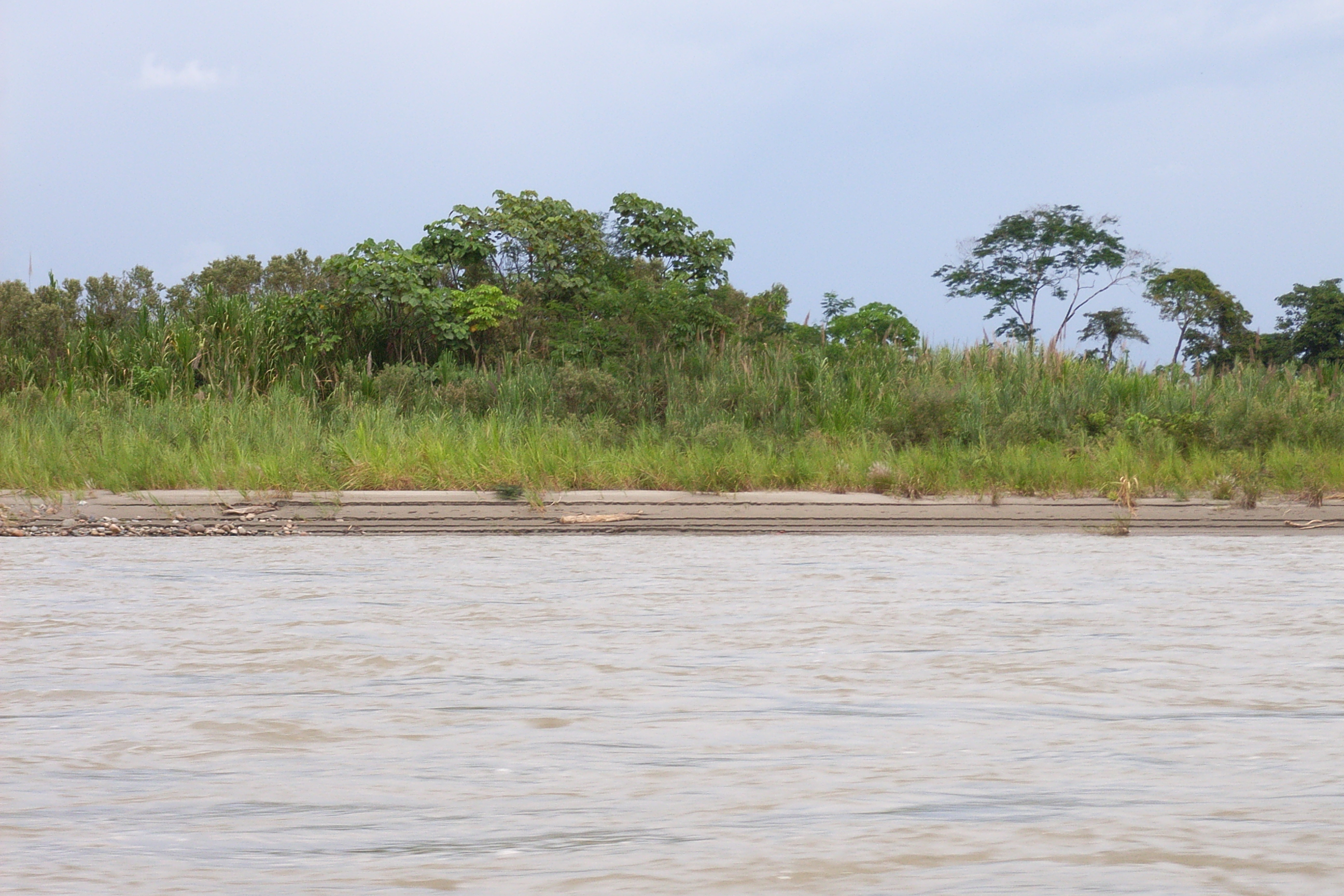
Ribera aluvial, al este de Tena, en su curso alto

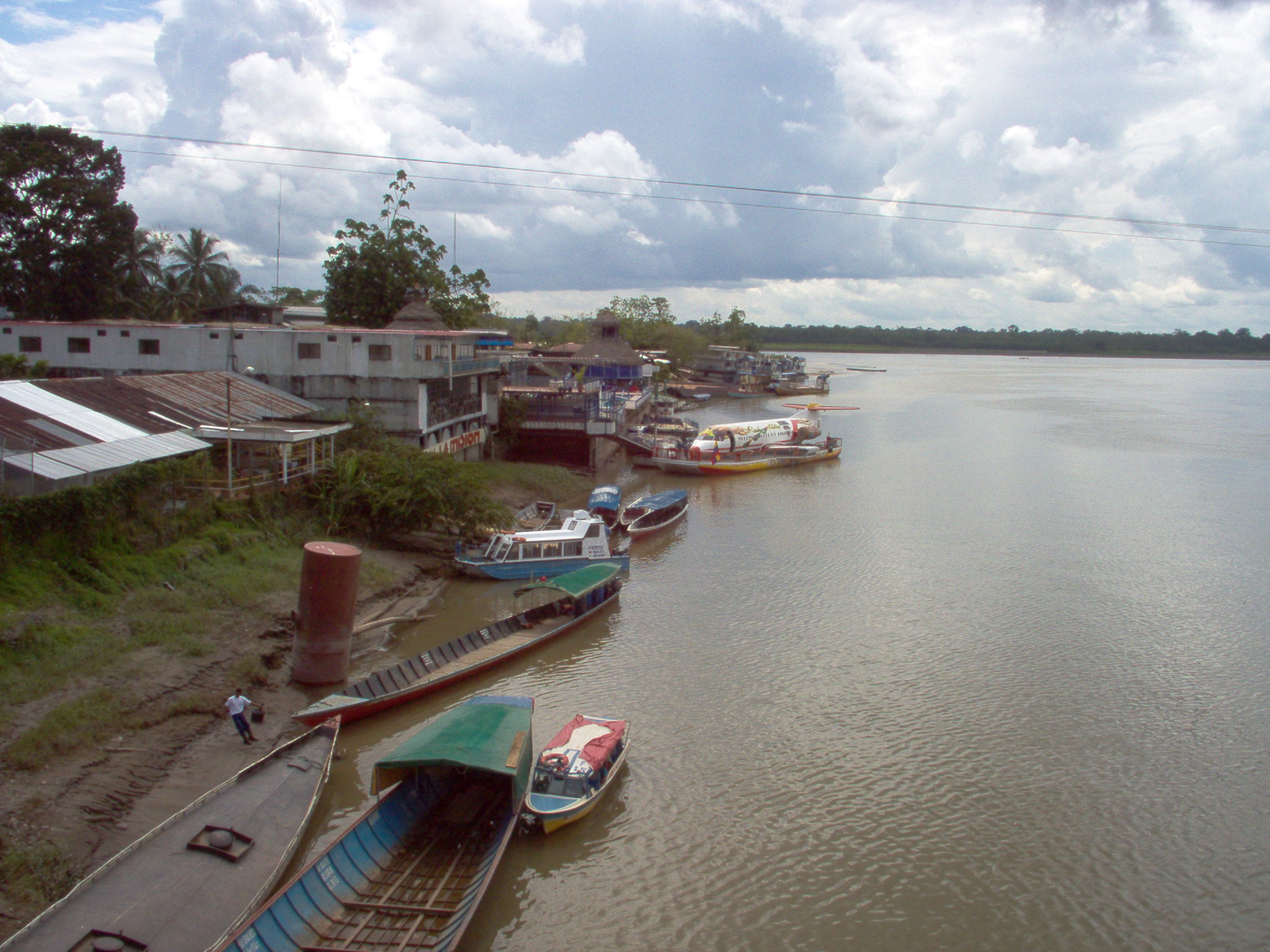
El Napo en Francisco de Orellana

Sigue por Puerto Napo, Misahuallí y Ahuano, donde emprende dirección noreste. Continua por Santa Rosa de Otas, Sunimón, Chontapunta, San Vicente de Puerto Rico, Mondama, Inchiyacu, Huino y alcanza la pequeña ciudad de Puerto Francisco de Orellana, la capital de la provincia de Orellana (que contaba con 18 171 hab. en 2001 y que dispone de aeródromo), donde recibe por la izquierda a dos de sus principales afluentes del curso alto, ambos por la izquierda: primero al río Payamino y, justo al lado, al río Coca o Papallacta (de 150 km de longitud). Tradicionalmente, la confluencia con el Coca divide el curso del Napo en dos partes: el Alto Napo y el Bajo Napo, desde aquí hasta la desembocadura, y en un curso casi paralelo, por el sur, al del río Putumayo.
Sigue el Napo en dirección este, cada vez más ancho, con un lecho arenoso en el que el canal es variable, con muchas islas en el cauce y playas en sus riberas. Pasa por Descanso y Dema, un tramo situado al sur de la Reserva Biológica Nacional de Limoncocha, un área protegida que preserva una zona de lagoon de 53 km² del antiguo curso del Napo. A partir de aquí llega un tramo en que él será el límite natural entre las provincias de Orellana, al sur,  y Sucumbíos, al norte. En este tramo fronterizo alcanza las pequeñas localidades de Providencia, El Pilche, Añangu, El Retiro, San Roque, Tereré, Peñacocha, Eden, Turin, Zamona y Progreso, a partir de donde se adentra nuevamente en la provincia de Orellana, virando ligeramente cada vez más hacia el sureste.
Llega el río después a Capitán Augusto Rivadeneira, José María, Santa María de Huirima y Tiputini, donde recibe por la derecha, llegando del oeste, al río Tiputini . Continua hacia el sureste, pasando frente a las localidades de Puerto Miranda, Puerto Alfaro, Nueva Armenia, Florencia y  Nuevo Rocafuerte, punto fronterizo. Inmediatamente recibe al río Yasuní, por la derecha y procedente del oeste, del parque nacional Yasuní. Da inicio un corto tramo en que el río es la frontera internacional entre Ecuador, al norte, y Perú, al Sur. Este corto tramo, en el que el río pasa por Yasuni, Arcadía, Ballesteros, acaba al recibir al más importante de todos sus afluentes ecuatorianos, el río Aguarico (390 km), que le aborda por la margen izquierda procedente del noroeste. En la confluencia entre ambos ríos, ya en tierras peruanas, se encuentra la localidad de Cabo Pantoja la capital de los maynas, que cuenta con un pequeño aeródromo.

### El Napo en el Perú
Mantiene el río su dirección sureste, pasando por Torres Causana, Tempestad, Santa María, Angoteros, Villa Luisa, Campo Serio, Puerto Elvira y Rumi Tumi. Recibe por la derecha al más importante de sus afluentes, el largo río Curaray (800 km), que llega desde el noroeste. Sigue después por Diamanta Azul
y Copal Urco, donde recibe por la izquierda, al río Tamboryacu (o Tambo Yacu). Continúa por Santa Clotilda, Santa Felicia, Puerto Arica, Vidal, Puca Barranca, Negro Urco, Oro Blanco, Jerusalem y Mazán, donde recibe por la derecha al último de sus afluentes, el río Mazán. Casi al llegar al Amazonas, describe un bucle en dirección noreste, en el que pasa por Yuracyraco, Yarina y Destacamento y se vuelve de nuevo al sureste para desembocar en el Amazonas en la población de Francisco de Orellana (no confundir con Puerto Francisco de Orellana, aguas arriba), aguas abajo de la ciudad de Iquitos, tras 1130 km de recorrido.
El Bajo Napo en territorio peruano aumenta progresivamente su anchura, variando de 1000 a 2000 m (3000 m en la desembocadura). Debido a su régimen ecuatorial, tiene unos caudales abundantes y regulares que lo hacen navegable desde la localidad de Santa Rosa, en su curso alto.

## Historia: primeras exploraciones
El Napo fue el primero de los afluentes del Río Amazonas descubierto por los exploradores españoles: entre 1540 y 1541 Gonzalo Pizarro navegó por este río y una expedición dirigida por Francisco de Orellana descendió por el Napo y el Amazonas hasta alcanzar el océano Atlántico. Por su parte, el portugués Pedro Teixeira llevó a cabo, entre 1637 y 1638, la ascensión por el Amazonas hasta las fuentes del Napo y, desde ahí, superó la cordillera de los Andes y llegó hasta Quito. Por 1540 la zona había sido visitado por tropas de los Belzarez Felipe de Utre y Bartolomé Welser, procedente de la población de Coro, en Venezuela y del cual se enfrentaron con miembros de la tribu Omaguas que estaban ubicados entre los ríos Napo y Coca. 
A las 2 de la madrugada del de 6 de abril de 2010, los ríos Pano, Misahuallí y Tena; afluentes del Río Napo, aumentaron su caudal significativamente por las intensas lluvias, por lo que existieron daños en viviendas, plantaciones, puentes, negocios, un zoológico y otros en la ciudad de Tena. Así también, dado que estos ríos son afluentes del Río Napo, este también tuvo crecidas que dañaron propiedades y plantaciones de pobladores que viven alrededor de su curso. No se reportaron víctimas mortales en este fenómeno.
|                                                              |
| Efectos de la inundación del Río Tena, afluente del Río Napo |

|  |
|  |

## Belleza paisajística del río Napo
Tiene un gran caudal, el cual anteriormente era navegable pero ahora por disminución de su caudal solamente permite realizar deportes extremos (balsa, kayak, tubbing) y aún permite el uso de canoa y de lanchas de motor en la parte alta de la ribera. 
A lo largo del río, se podrá encontrar islas que se generan por la sedimentación de arenas y piedras. En estas se establece flora y fauna circundante. Entre los animales se pueden observar monos, aves, guantas, dantas, reptiles, entre otros.
Alrededor del río, se podrán observar comunidades kichwas, centros poblados y hosterías que brindan una vista hermosa del lugar, con malecones para los turistas y servicios de hospedaje y alimentación.